# Thymiane
Die Thymiane (lateinisch Thymus, von altgriechisch θύμον thýmon, das möglicherweise „Räucherwerk“ (von θύω - „[religiös] räuchern“) bedeutet, oder aber vorgriechischen Ursprungs ist) oder Quendel sind eine Pflanzengattung innerhalb der Familie der Lippenblütengewächse (Lamiaceae). Einige Arten und ihre Sorten sind Heil- und Gewürzpflanzen, am bekanntesten ist der Echte Thymian (Thymus vulgaris). Auch der Sand-Thymian (Thymus serpyllum), der Zitronen-Thymian (Thymus ×citriodorus) und der Breitblättrige Thymian (Thymus pulegioides) sind in der abendländischen Kultur und Pflanzenheilkunde von Bedeutung. Der Saturei-Thymian (Thymus satureioides) hat im Unterschied zu anderen Thymianen einen strengen Geschmack und ist daher als Gewürz eher nicht geeignet. Stattdessen wird er zur Herstellung von Ölen verwendet. Nicht zur Gattung Thymus gehört der nahe verwandte Kopfige Thymian (Thymbra capitata).

## Beschreibung

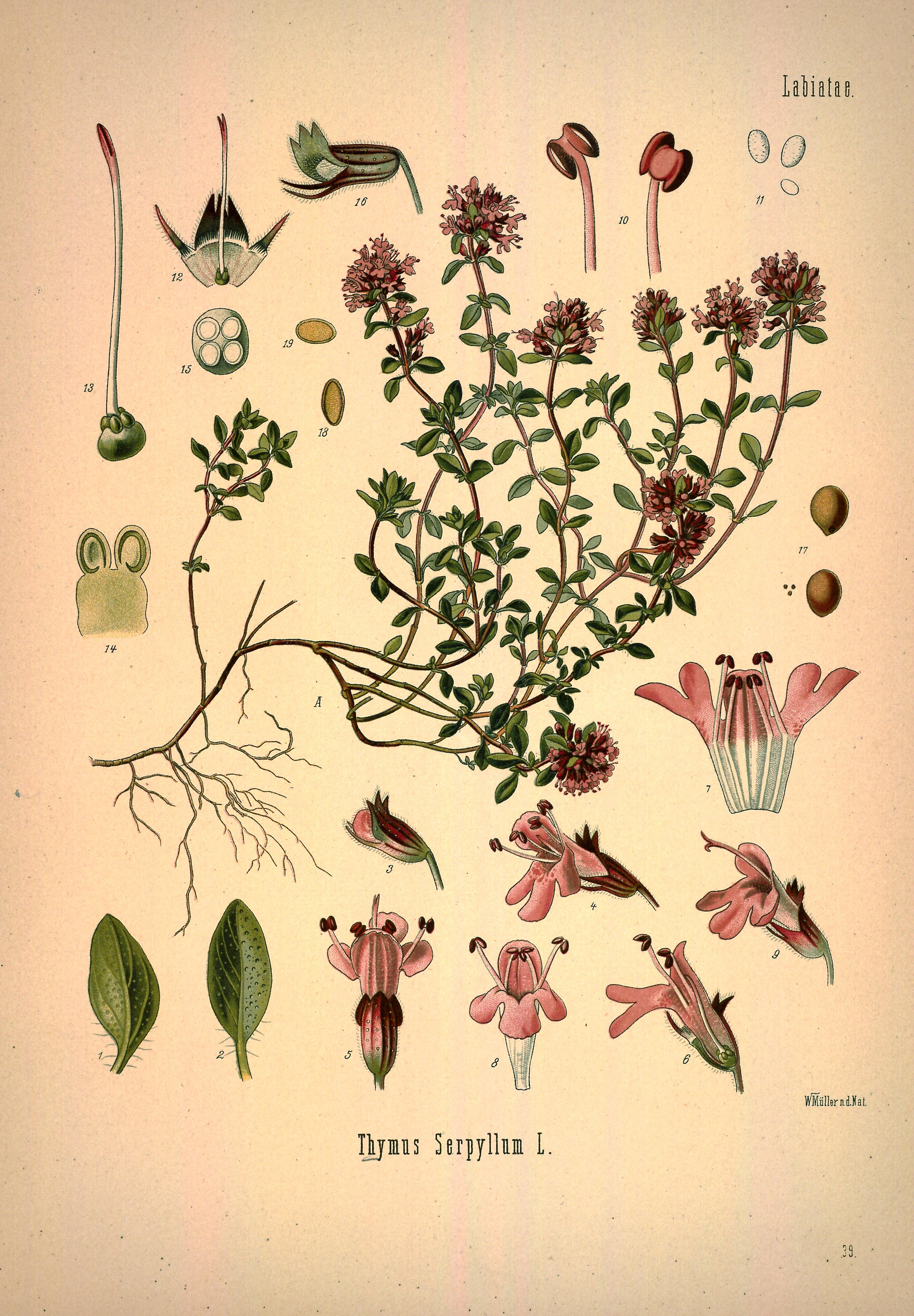
Illustration aus Köhler’s Medizinal-Pflanzen in naturgetreuen Abbildungen mit kurz erläuterndem Texte, Tafel 39 des Sand-Thymian (Thymus serpyllum)

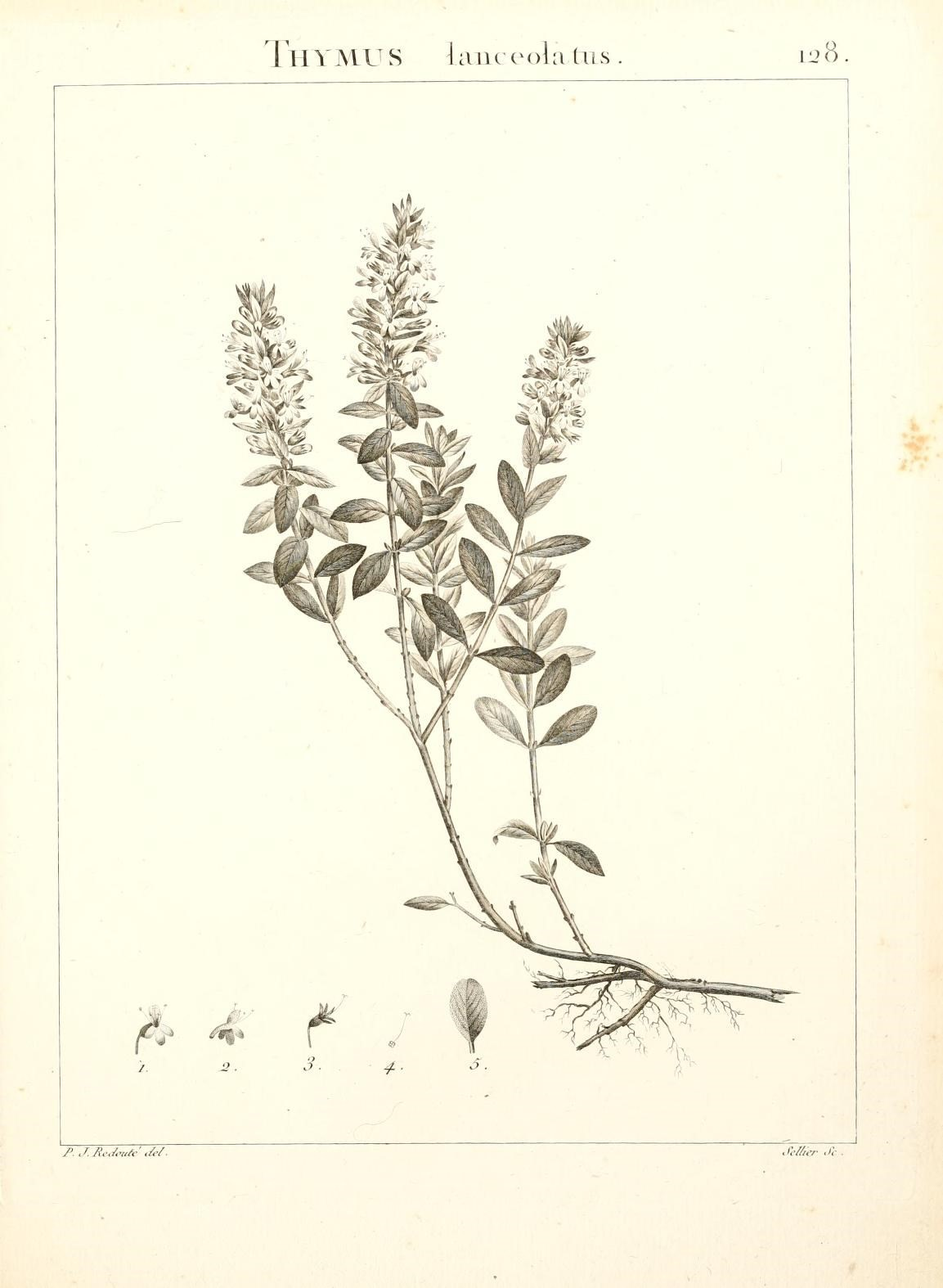
Illustration aus Flora Atlantica, sive, Historia plantarum quae in Atlante, agro Tunetano et Algeriensi crescunt, Tafel 128 von Thymus lanceolatus

### Vegetative Merkmale
Thymian-Arten sind ausdauernde Halbsträucher oder Sträucher. Gelegentlich scheinen sie krautig zu sein, sind jedoch zumindest an der Basis verholzt. Sie wachsen aufrecht bis niederliegend, sind gelegentlich rasenbildend und an den Stängeln wurzelnd. Die Stängel können rundum behaart sein oder aber nur an zwei gegenüberliegenden Seiten oder an den Kanten Behaarung aufweisen.
Die Laubblätter sind einfach und ganzrandig oder gelegentlich gezähnt. Oftmals sind die Ränder umgebogen. Die Behaarung der Blätter ist innerhalb der Gattung sehr variabel, sie können komplett unbehaart bis zu vollständig behaart sein.

### Blütenstände und Blüten
Die Blütenstände sind ährenartig zusammengesetzt und scheinwirtelig auseinandergezogen oder können köpfchenförmig sein. Sie enthalten Tragblätter, die entweder in der Form den Laubblättern gleichen oder auch sehr unterschiedlich gestaltet sein können. Die Blüten können gestielt oder sitzend sein, meist werden sie von kleinen Vorblättern begleitet, die an der Basis des Blütenstiels stehen.
Die zwittrigen Blüten sind zygomorph und fünfzählig mit doppelter Blütenhülle. Der Kelch ist mehr oder weniger glockenförmig oder zylindrisch, von meist zehn Adern durchzogen und deutlich zweilippig, wobei beide Lippen manchmal nahezu gleichgestaltig sind. Die obere Lippe ist mit drei dreieckigen Zähnen besetzt, die jedoch manchmal zu einem einzigen Zahn reduziert sind. Die zwei langen dreieckigen Zähne der Unterlippe können nach oben gebogen oder abgespreizt sein. Der Kelchschlund ist bärtig behaart. Die Krone ist mehr oder weniger röhrenförmig und in zwei Lippen unterteilt, die manchmal nahezu gleichgestaltig sein können. Die Kronröhre ist manchmal sehr lang und kann dann bis zu 20 mm lang werden. Der Kronsaum ist in vier Lappen unterteilt. Die Farbe der Krone kann weiß, creme, pink oder violett sein, oftmals finden sich im Kronschlund oder an der Basis der Kronlappen durchscheinende Punkte. Die obere Lippe ist mehr oder weniger gerundet, gebuchtet und gerade. Die Unterlippe und die seitlichen Lappen sind rechteckig bis nahezu kreisförmig, abgerundet und stehen senkrecht auf der Kronröhre.
Die vier Staubblätter setzen in der oberen Hälfte der Kronröhre an und können über diese hinaus stehen. Die Staubbeutel bestehen aus zwei parallel zueinander stehenden Theken. Die Pflanzen können gynodiözisch sein, dann sind die Staubblätter zurückgebildet oder nicht ausgeprägt. Die Spitze des Griffels ist verzweigt.

### Früchte und Samen
Die Früchte sind eiförmige Nüsschen, die runde Samen enthalten.

## Standorte
Verschiedene Arten und ihre Sorten werden in Gärten und Gartenbaubetrieben angebaut. Die Thymiane bevorzugen helle und trockene Standorte mit nährstoffarmen und sandigen Böden und finden sich an Wegrändern, auf trockenen Wiesenflächen und auf Mauern.

## Verwendung
Im antiken Griechenland diente Thymian als Zusatz zu Räuchermitteln, mit denen man eine Anregung von Geist und Gemüt erzielte. Im Mittelalter wurde Thymian bereits als wertvolle Heilpflanze genutzt, zum Beispiel bei Asthma oder Atemnot. In vielen alten Kulturen, einschließlich der Römer und Ägypter, wurde Thymian ebenfalls als Räuchermittel verwendet. Die Ägypter nutzten es bei ihren Einbalsamierungsritualen, während die Römer es als Aromastoff in ihren Bädern und als Beigabe in Getränken und Speisen schätzten. Es wurde auch geglaubt, dass Thymian Mut und Stärke verleiht, und Römerkrieger badeten oft in Thymianwasser, um Kraft und Vitalität zu gewinnen.
Heute kommt Thymian in unterschiedlicher Art und Weise zum Einsatz. Verwendung finden Arten der Gattung Thymus als getrocknete oder frische Küchenkräuter, als Quelle von ätherischen Ölen und Oleoresinen, als Gartenpflanze sowie als Arzneipflanze in der Volksmedizin, der Homöopathie und verstärkt auch in der klassischen Medizin. Dabei ist jedoch nur ein kleiner Teil der Arten von kommerzieller Bedeutung, nämlich Thymus mastichina, der Sand-Thymian (Thymus serpyllum), der Echte Thymian (Thymus vulgaris) und der Joch-Thymian (Thymus zygis), zusätzlich noch der nach der hier verwendeten Systematik nicht mehr zur Gattung zählende Kopfige Thymian (Thymbra capitata). Verwendet wird auch der Korsische Thymian, Thymus × citriodorus oder Thymus cilicicus, Thymus caespititius u. a.
Für die Gewinnung der pharmazeutischen Droge Thymian (Thymi herba) sind nach dem Europäischen Arzneibuch nur die beiden Arten Thymus vulgaris und Thymus zygis oder eine Mischung beider Arten erlaubt. Stammpflanze der Droge Quendelkraut ist Thymus serpyllum.

## Inhaltsstoffe und Wirkung

Strukturformel von Thymol – Hauptbestandteil des ätherischen Thymianöls

Der wirksamkeitsbestimmende Inhaltsstoff des Echten Thymians ist das ätherische Öl (1,0–2,5 %). Dieses besteht vorwiegend aus den Monoterpenen Thymol (25–50 %) und Carvacrol (3–10 %) sowie p-Cymen, Borneol und Linalool. Das ätherische Öl hat eine sekretolytische, sekretomotorische und bronchospasmolytische Wirkung. Darüber hinaus ergibt sich aufgrund des Thymols und Carvacrols über eine Hemmung der Cyclooxygenase ein entzündungshemmender Effekt.

## Systematik und Verbreitung
Die Gattung Thymus wurde durch Carl von Linné aufgestellt. Synonyme für Thymus L. sind: Cephalotos Adans., Mastichina Mill., Serpyllum Mill.
Die Gattung Thymus gehört zur Subtribus Menthinae aus der Tribus Mentheae in der Unterfamilie Nepetoideae innerhalb der Familie Lamiaceae.
Die Verbreitungsgebiete liegen in Afrika, Europa und im gemäßigten Asien. Das Zentrum der Artenvielfalt ist der Mittelmeerraum.

### Sektionen und Arten mit ihrer Verbreitung
Die Gattung Thymus wird in acht Sektionen gegliedert, die zum Teil in Untersektionen unterteilt sind und insgesamt 214 bis 245 Arten enthalten:
Sektion Micantes (Velen.) Menitsky:
- Schillernder Thymian oder Azoren-Thymian (Thymus caespititius Brot.)
- Thymus saturejoides Coss.: Sie kommt in drei Unterarten in Algerien und in Marokko vor.
- Thymus riatarum Humbert & Maire: Sie kommt im nördlichen Marokko vor.

Sektion Mastichina (Mill.) Benth.:
- Thymus mastichina (L.) L.

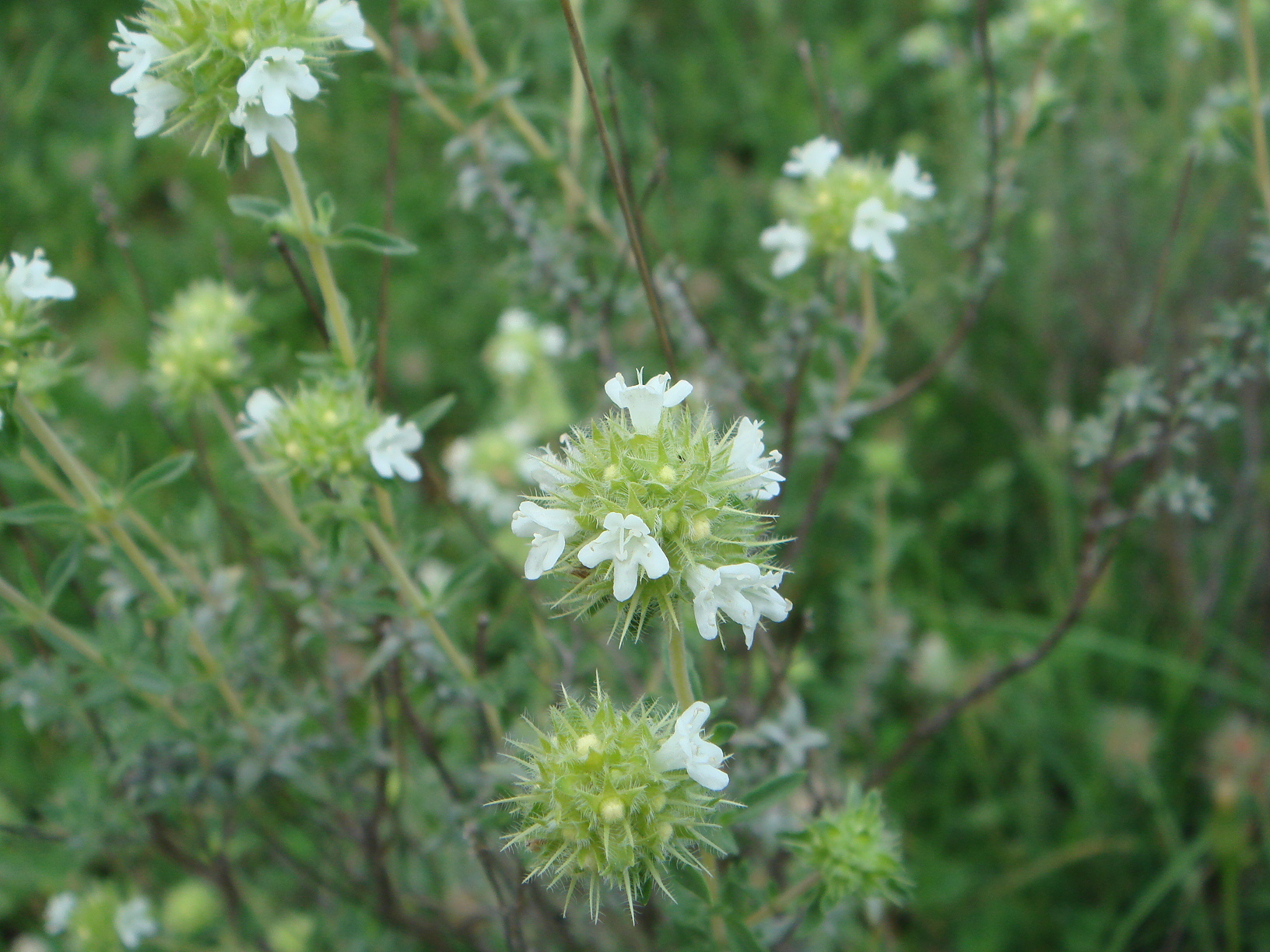
Sektion Mastichina: Thymus mastichina

- Thymus albicans Hoffmanns. & Link: Sie kommt nur vom südlichen Portugal bis zum südwestlichen Spanien vor.

Sektion Piperella:
- Thymus piperella L.

Sektion Teucrioides Jalas:
- Thymus teucrioides Boiss. & Spruner
- Thymus hartvigii R.Morales: Sie kommt in zwei Unterarten in Griechenland vor:
  - Thymus hartvigii subsp. hartvigii: Sie kommt im südlich-zentralen und im südlichen Griechenland vor.
  - Thymus hartvigii subsp. macrocalyx (Hartvig) R.Morales: Sie kommt vom südlich-zentralen Griechenland bis zu den westlichen Ägäischen Inseln vor.

- Thymus leucospermus Hartvig: Sie kommt in Griechenland vor.

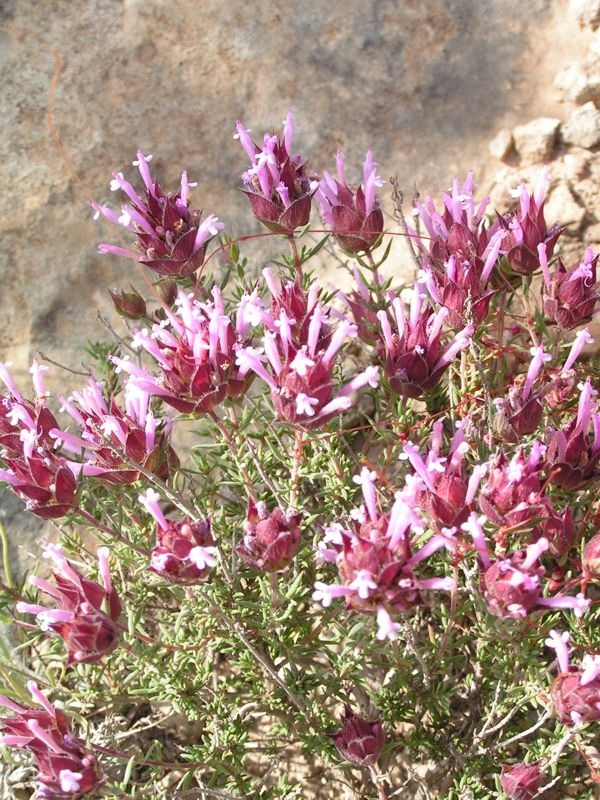
Sektion Pseudothymbra: Thymus longiflorus

Sektion Pseudothymbra Benth.:
Subsektion Pseudothymbra (Benth.) R.Morales:
- Thymus lotocephalus G.López & R.Morales: Dieser Endemit kommt nur im südlichen Portugal vor.

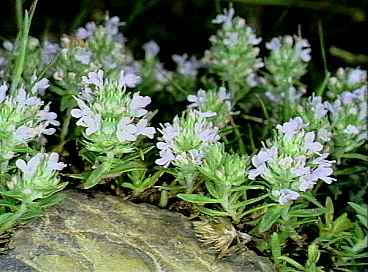
Sektion Hyphodromi: Thymus spinulosus

- Zottiger Thymian (Thymus villosus L.): Er kommt in drei Unterarten in Portugal und in Spanien vor:
  - Thymus villosus subsp. lusitanicus (Boiss.) Cout.: Sie kommt im westlichen Portugal und im südlich-zentralen Spanien vor.
  - Thymus villosus subsp. velascoi R.Morales & G.López: Sie kommt im zentralen Spanien um Toledo vor.
  - Thymus villosus subsp. villosus: Sie kommt im westlichen und südwestlichen Portugal vor.

- Langblütiger Thymian (Thymus longiflorus Boiss.)
- Dünnhäutiger Thymian (Thymus membranaceus Boiss.): Dieser Endemit kommt nur im südöstlichen Spanien vor.

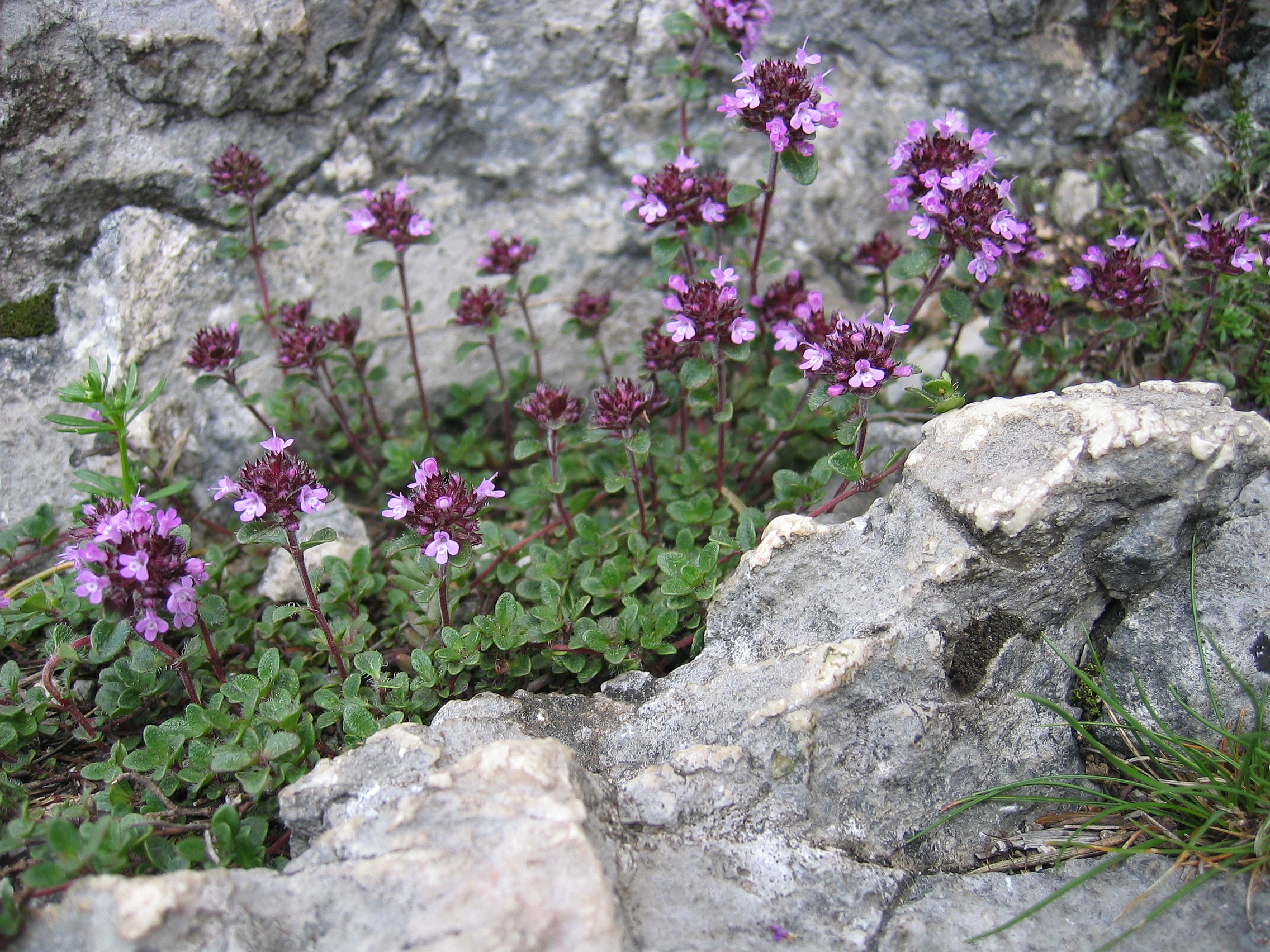
Sektion Serpyllum: Frühblühender Thymian (Thymus praecox)

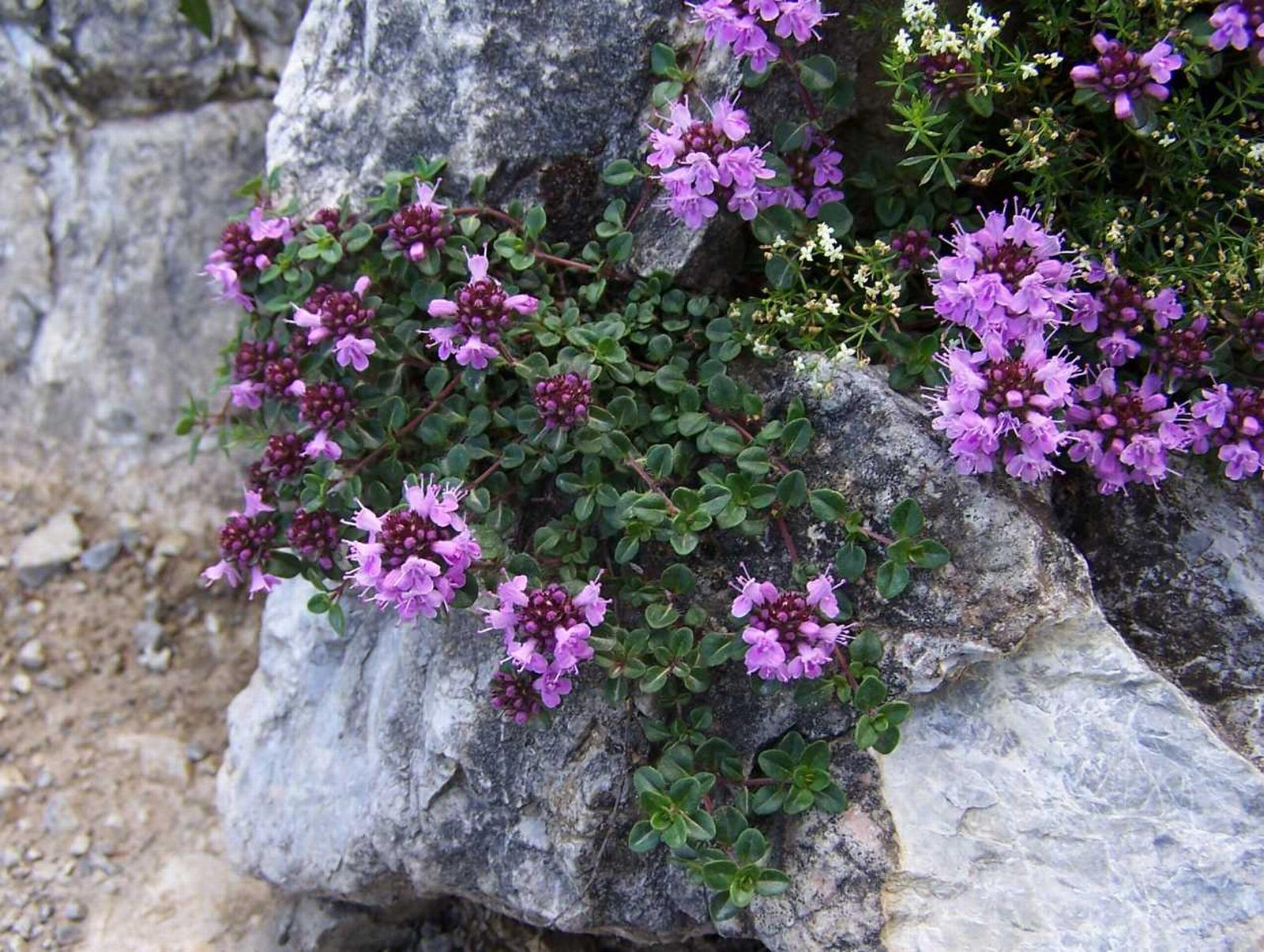
Sektion Serpyllum: Thymus pulcherrimus

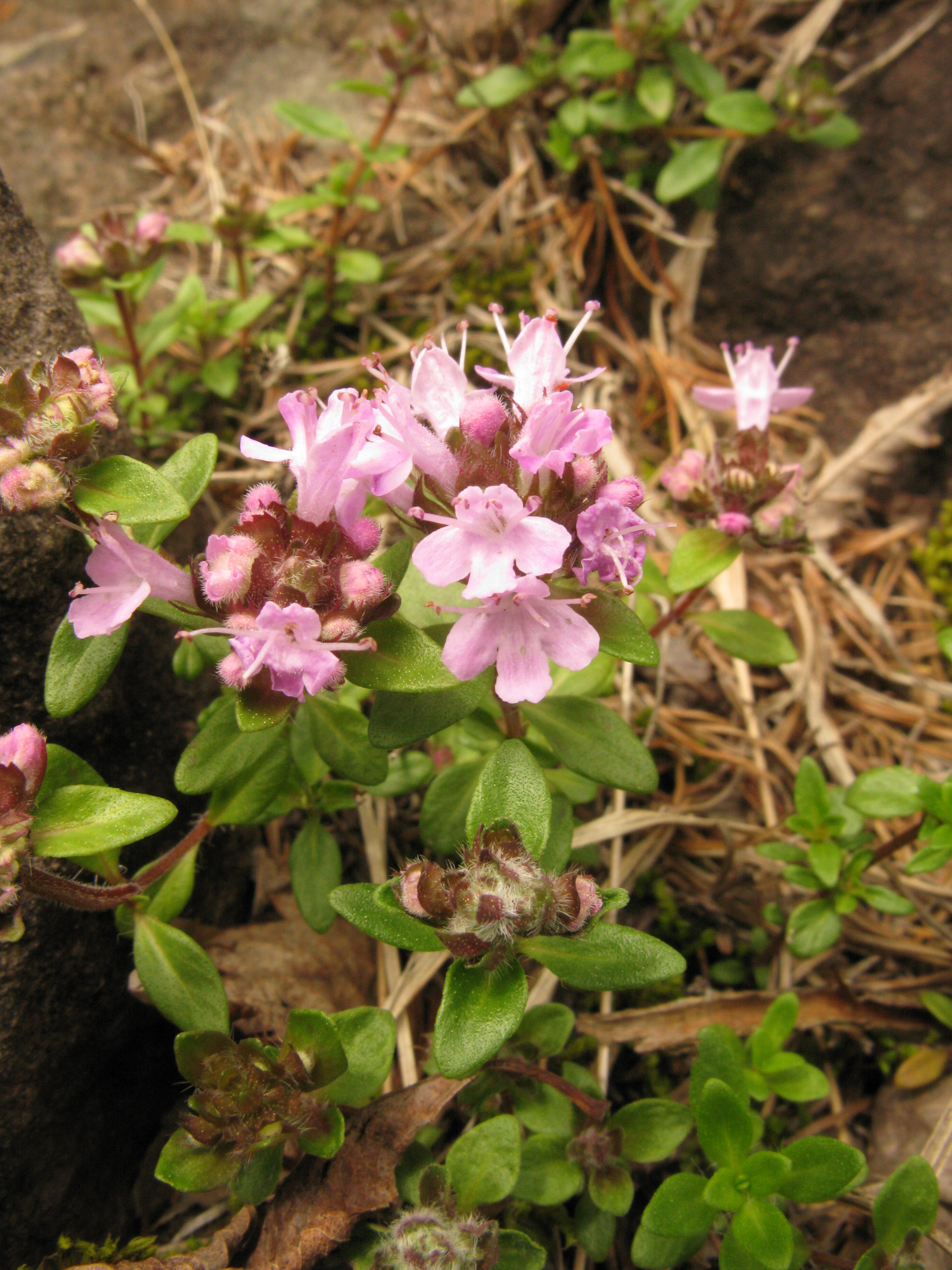
Sektion Serpyllum: Thymus quinquecostatus

- Thymus moroderi Pau ex Martínez: Dieser Endemit kommt nur im südöstlichen Spanien vor.
- Thymus munbyanus Boiss. & Reut.: Sie kommt in vier Unterarten in Marokko und in Algerien vor:
  - Thymus munbyanus subsp. abylaeus (Font Quer & Maire) Greuter & Burdet: Sie kommt in Marokko vor.
  - Thymus munbyanus subsp. ciliatus (Desf.) Greuter & Burdet: Sie kommt in Algerien und Marokko vor.
  - Thymus munbyanus subsp. coloratus (Boiss. & Reut.) Greuter & Burdet: Sie kommt in Algerien und Marokko vor.
  - Thymus munbyanus subsp. munbyanus: Sie kommt vom nördlichen Marokko bis zum nordwestlichen Algerien vor.

- Thymus bleicherianus Pomel: Sie kommt in Marokko vor.
- Thymus funkii Coss.: Sie kommt in drei Unterarten vor, die alle drei nur im südöstlichen Spanien vorkommen:
  - Thymus funkii subsp. burilloi Sánchez-Gómez
  - Thymus funkii subsp. funkii
  - Thymus funkii subsp. sabulicola (Coss.) Sánchez-Gómez

Subsektion Anomali (Rouy) R.Morales:
- Thymus antoninae Rouy & Coincy: Sie kommt im südöstlichen Spanien vor.

Sektion Thymus:
Subsektion Thymastra:
- Thymus capitellatus Hoffmanns. & Link
- Thymus camphoratus Hoffmanns. & Link

Subsektion Thymus:
- Thymus carnosus Boiss.

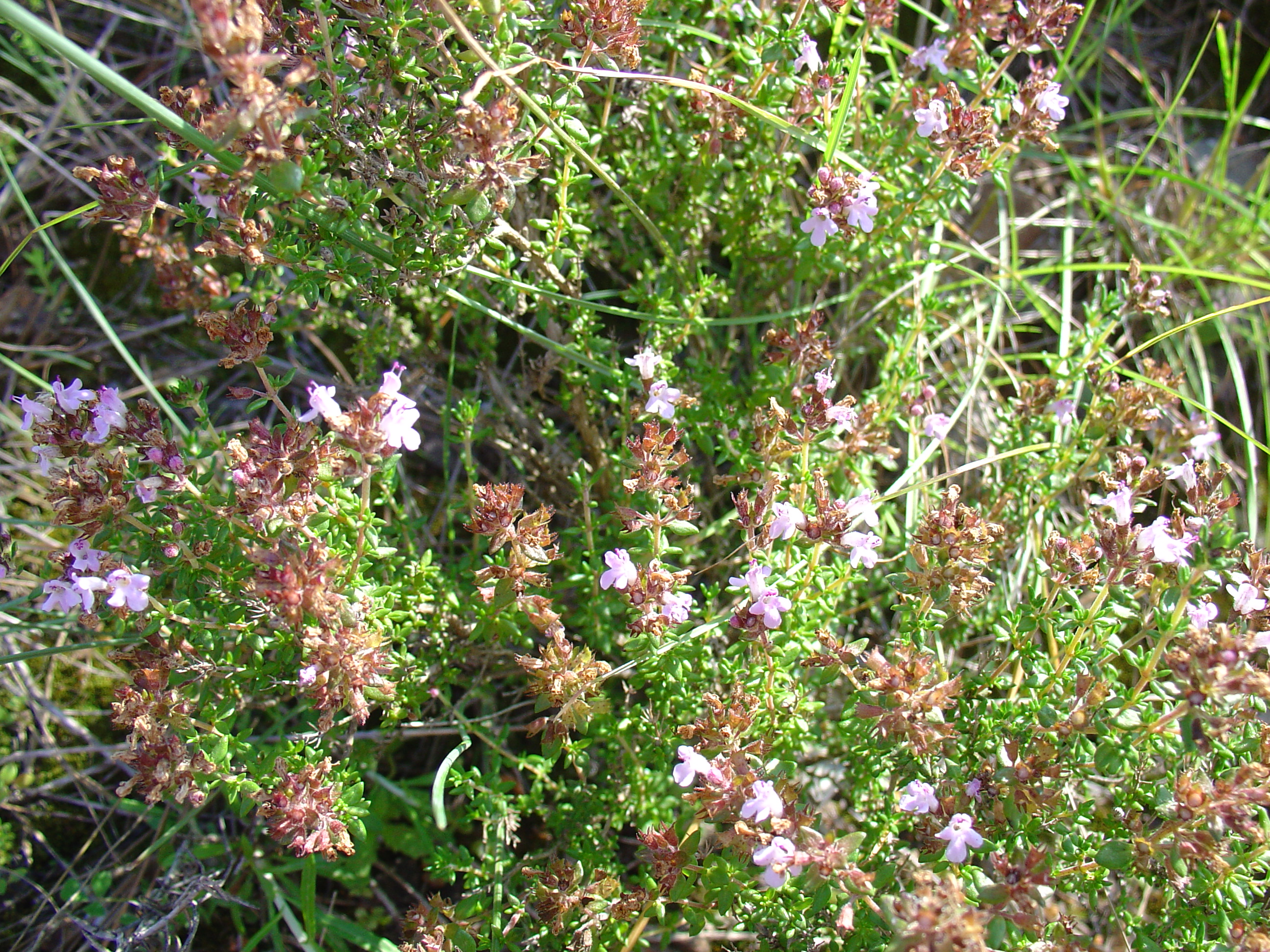
Sektion Thymus: Thymus hyemalis

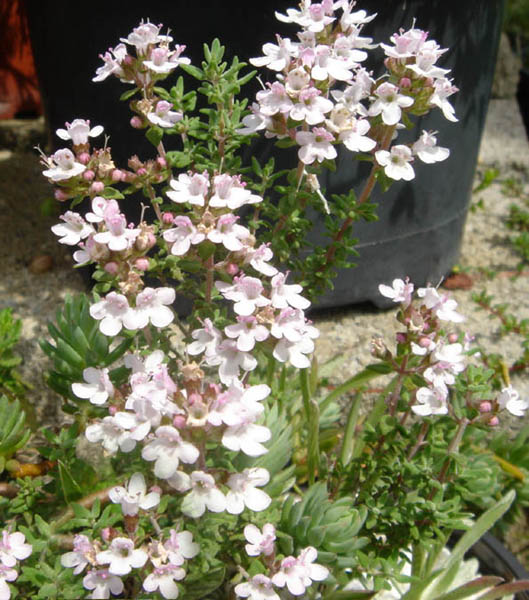
Sektion Thymus: Echter Thymian (Thymus vulgaris)

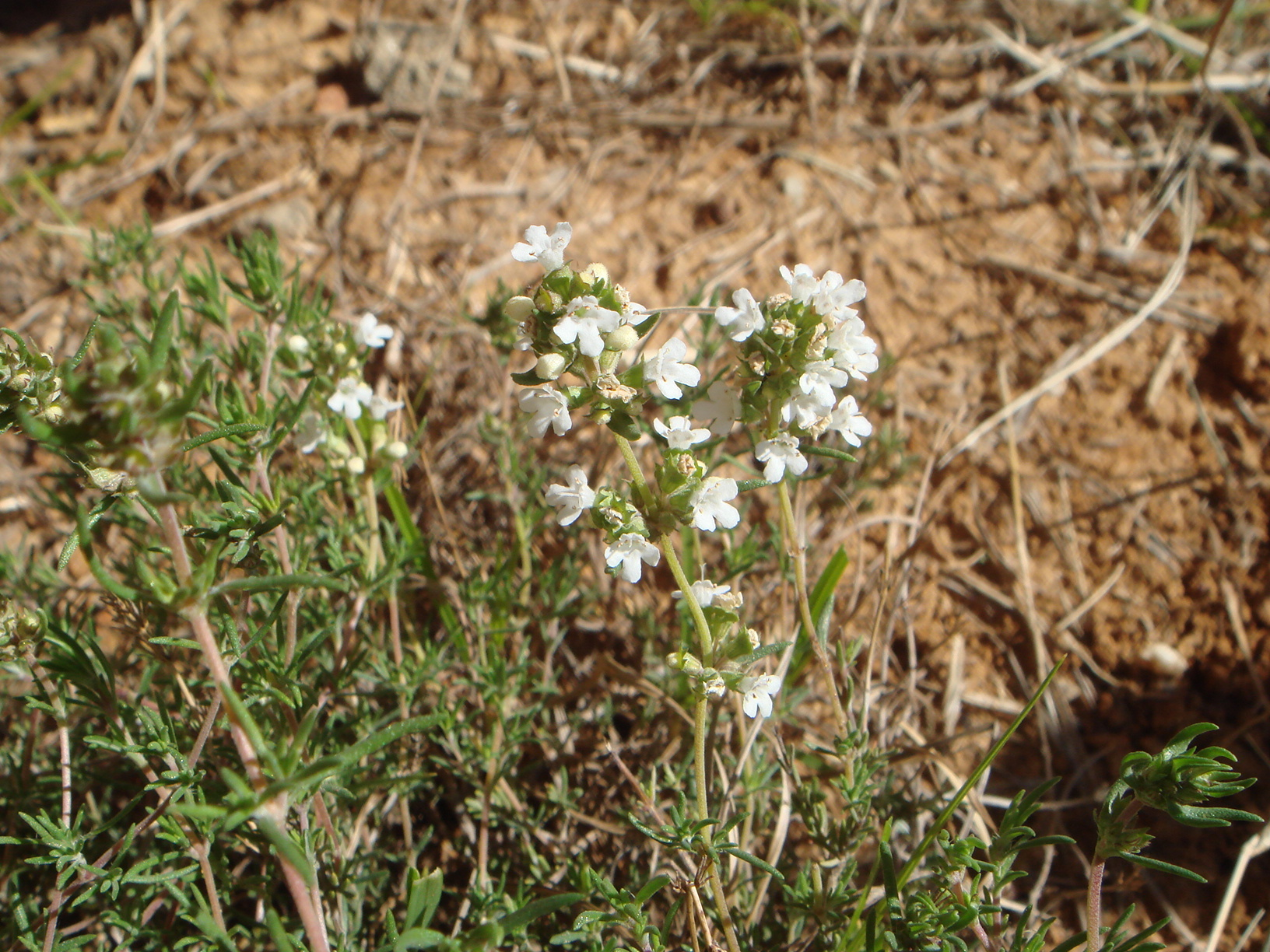
Sektion Thymus: Joch-Thymian (Thymus zygis)

- Echter Thymian (Thymus vulgaris L.)
- Thymus orospedanus Villar: Sie kommt nur im südlichen und südöstlichen Spanien vor.
- Thymus hyemalis Lange: Sie kommt in zwei Unterarten nur im südöstlichen Spanien vor:
  - Thymus hyemalis subsp. hyemalis
  - Thymus hyemalis subsp. millefloris (D.Rivera, Flores & Laencina) R.Morales

- Joch-Thymian oder Spanischer Thymian (Thymus zygis L.)
- Thymus baeticus Boiss. ex Lacaita: Sie kommt nur im südlichen und südöstlichen Spanien vor.
- Thymus willdenowii Boiss.: Sie kommt in Marokko, Algerien, in Gibraltar und im südwestlichen Spanien vor.
- Thymus loscosii Willk.: Dieser Endemit kommt nur im nordöstlichen Spanien vor.
- Thymus serpylloides Bory

Sektion Hyphodromi (A. Kern.) Halácsy:
Subsektion Subbracteati (Klokov) Jalas:
- Thymus algeriensis Boiss. & Reut.: Sie kommt in Marokko, Algerien, Tunesien und Libyen vor.
- Thymus argaeus (Fisch. & C.A.Mey.) Boiss. & Balansa: Dieser Endemit kommt nur in der zentralen Türkei vor.
- Thymus atticus Čelak.
- Thymus boissieri Halácsy: Sie kommt auf der Balkanhalbinsel vor.
- Thymus borysthenicus Klokov & Des.-Shost.: Sie kommt in der Ukraine vor.
- Thymus brachychilus Jalas: Sie kommt in der zentralen und südlichen Türkei vor.
- Thymus cappadocicus Boiss.: Sie kommt in der zentralen und östlichen Türkei vor.
- Polster-Thymian (Thymus cherlerioides Vis.)
- Thymus comptus Friv.
- Thymus convolutus Klokov: Dieser Endemit kommt nur in der östlichen Türkei vor.
- Thymus dolopicus Formánek
- Thymus integer Griseb.: Dieser Endemit kommt nur auf Zypern vor.
- Thymus leucotrichus Halácsy: Sie kommt in zwei Unterarten und einer Varietät auf der Balkanhalbinsel, in Bulgarien, im östlichen Mittelmeerraum und auf Kreta vor:
  - Thymus leucotrichus var. creticus (Bald.) Ronniger: Sie kommt auf Kreta vor.
  - Thymus leucotrichus subsp. leucotrichus: Sie kommt in Griechenland, Kreta, Albanien, in der Türkei und im Gebiet von Syrien und Libanon vor.
  - Thymus leucotrichus subsp. neiceffii (Degen & Urum.) Jalas: Sie kommt in Albanien, Bulgarien und in Griechenland vor.

- Thymus mastigophorus Lacaita
- Thymus pallasianus Haw. ex Schult. & Schult. f.
- Thymus parnassicus Halácsy: Sie kommt von der Balkanhalbinsel bis zur östlichen Türkei vor.
- Thymus persicus (Ronniger ex Rech. f.) Jalas: Dieser Endemit kommt nur im nordöstlichen Iran vor.
- Thymus plasonii Adamovic
- Thymus pulvinatus Čelak.: Sie kommt in der westlichen Türkei vor.
- Thymus revolutus Čelak.: Sie kommt in der südlichen Türkei vor.
- Thymus spinulosus Ten.
- Thymus striatus Vahl

Subsektion Serpyllastrum:
- Thymus aznavourii Velen.
- Thymus bracteatus Lange ex Cutanda
- Thymus bracteosus Vis. ex Benth.
- Thymus canoviridis Jalas: Sie kommt in der östlichen Türkei vor.
- Thymus daghestanicus Klokov & Des.-Shost. (Syn.: Thymus hadzhievii Grossh.,  Thymus lipskyi Klokov & Des.-Shost.): Sie kommt im Kaukasusraum vor.
- Thymus eremita Klokov: Sie kommt in Kasachstan vor.
- Thymus fontqueri (Jalas) Molero & Rovira: Dieser Endemit kommt nur im nordöstlichen Spanien vor.
- Thymus granatensis Boiss.
- Thymus haussknechtii Velen.: Sie kommt in der östlichen Türkei vor.
- Thymus helendzhicus Klokov & Des.-Shost.: Sie kommt im westlichen Transkaukasien vor.
- Thymus incertus Klokov: Sie kommt in Kasachstan und in Usbekistan vor.
- Thymus karjaginii Grossh.: Sie kommt im östlichen Transkaukasien vor.
- Thymus kirgisorum Dubj.
- Thymus lacaitae Pau: Sie kommt im zentralen und zentral-östlichen Spanien vor.
- Thymus ladjanuricus Kem.-Nath.: Sie kommt im westlichen Transkaukasien vor.
- Thymus leptophyllus Lange
- Thymus majkopiensis Klokov & Des.-Shost.: Sie kommt im nordwestlichen Kaukasusraum vor.
- Thymus nerczensis Klokov: Sie kommt im südlichen Sibirien und in der nördlichen Mongolei vor.
- Thymus pectinatus Fisch. & C.A.Mey.: Sie kommt in der zentralen Türkei vor.
- Thymus petraeus Serg.: Sie kommt vom westlichen Sibirien bis ins nordwestliche China vor.
- Thymus samius Ronniger & Rech.f.: Sie kommt auf Samos vor.
- Thymus spathulifolius Hausskn. & Velen.: Sie kommt in der östlichen Türkei vor.
- Thymus zygioides Griseb.

Subsektion Thymbropsis Jalas ex R.Morales:
- Thymus bovei Benth.: Sie kommt von Ägypten bis Israel vor.
- Thymus broussonetii Boiss.: Sie kommt in Marokko vor.
- Thymus cariensis Hub.-Mor. & Jalas: Sie kommt in der südwestlichen Türkei vor.
- Thymus cilicicus Boiss. & Balansa: Sie kommt im östlichen Mittelmeerraum vor.
- Thymus decussatus Benth.: Sie kommt von Israel bis zur Arabischen Halbinsel vor.
- Thymus eigii (Zohary & P.H.Davis) Jalas: Sie kommt von der südlichen Türkei bis ins westliche Syrien vor.
- Thymus holosericeus Čelak.
- Thymus laconicus Jalas
- Thymus lanceolatus Desf.: Dieser Endemit kommt nur im nördlichen Algerien vor.
- Thymus leucostomus Hausskn. & Velen.: Sie kommt in der nördlichen und in der zentralen Türkei vor.
- Thymus maroccanus Ball: Sie kommt in Marokko vor.
- Thymus numidicus Poir.: Sie kommt vom nordöstlichen Algerien bis Tunesien vor.
- Thymus pallescens de Noé (Syn.: Thymus latifolius de Noé): Sie kommt vom nördlichen Algerien bis Tunesien vor.
- Thymus sipyleus Boiss. (Syn.: Thymus squarrosus Fisch. & C.A.Mey.): Sie kommt von den Inseln der östlichen Ägäis bis Transkaukasien vor.
- Thymus syriacus Boiss.: Sie kommt in zwei Varietäten von Syrien bis zum nördlichen Irak vor:
  - Thymus syriacus var. edentatus Jalas: Sie kommt im nördlichen Irak vor.
  - Thymus syriacus var. syriacus: Sie kommt von Syrien bis zum nördlichen Irak vor.

Sektion Serpyllum (Mill.) Benth.:
Subsektion Insulares Jalas:
- Thymus bornmuelleri Velen.: Dieser Endemit kommt nur in der nordwestlichen Türkei vor.
- Thymus dreatensis Batt.: Sie kommt in Algerien vor.
- Thymus guyonii de Noé: Sie kommt in Algerien vor.
- Thymus origanoides Webb & Berthel.: Dieser Endemit kommt nur auf Lanzarote vor.
- Insel-Thymian (Thymus richardii Pers.): Er kommt in vier Unterarten im östlichen Spanien, auf den Balearen, in Sizilien und in Bosnien vor:
  - Thymus richardii subsp. ebusitanus (Font Quer) Jalas: Sie kommt auf Ibiza vor.
  - Thymus richardii subsp. nitidus (Guss.) Jalas: Sie kommt auf der Insel Marettimo vor.
  - Thymus richardii subsp. richardii: Sie kommt auf Mallorca und in Bosnien vor.
  - Thymus richardii subsp. vigoi Riera, Güemes & Rosselló: Sie kommt im östlichen Spanien vor.

- Thymus willkommii Ronniger

Subsektion Kotschyani (Klokov) Jalas:
- Thymus carmanicus Jalas: Sie kommt vom nördlichen Irak bis zum Iran vor.
- Thymus collinus M.Bieb. (Syn.: Thymus armeniacus Klokov & Des.-Shost.): Sie kommt im Kaukasusraum vor.
- Thymus daenensis Čelak.: Sie kommt vom nördlichen Irak bis zum Iran vor.
- Thymus desjatovae Ronniger: Sie kommt in Transkaukasien vor.
- Thymus eriocalyx (Ronniger) Jalas: Sie kommt vom Irak bis zum Iran vor.
- Thymus fallax Fisch. & C.A.Mey.: Sie kommt von der Türkei bis zum Iran vor.
- Thymus fedtschenkoi Ronniger (Syn.:Thymus ararati-minoris Klokov & Des.-Shost.; Thymus kjapazi Grossh.): Sie kommt von der östlichen Türkei bis zum Iran vor.
- Thymus guberlinensis Iljin
- Thymus intercedens (Heinr.Braun) Rech. f.
- Thymus koeieanus Ronniger: Dieser Endemit kommt nur im nordwestlichen Afghanistan vor.
- Thymus kotschyanus Boiss. & Hohen. (Syn.: Thymus eriophorus Ronniger): Sie kommt von der südlichen und östlichen Türkei bis zum Iran vor.
- Thymus migricus Klokov & Des.-Shost.: Sie kommt von der östlichen Türkei bis zum Iran vor.
- Thymus pubescens Boiss. & Kotschy ex Čelak.: Sie kommt von der östlichen Türkei bis zum Iran vor.
- Thymus roseus Schipcz.: Sie kommt vom südwestlichen Sibirien bis Kasachstan vor.
- Thymus schimperi Ronniger: Sie kommt in zwei Unterarten von Eritrea bis Äthiopien vor:
  - Thymus schimperi subsp. hedbergianus Sebsebe: Sie kommt im östlichen Äthiopien vor.
  - Thymus schimperi subsp. schimperi: Sie kommt von Eritrea bis Äthiopien vor.

- Thymus serrulatus Hochst. ex Benth.: Sie kommt vom westlichen Eritrea bis Äthiopien vor.
- Thymus transcaspicus Klokov: Sie kommt vom nordöstlichen Iran bis zum südlichen Turkmenistan vor.
- Thymus transcaucasicus Ronniger (Syn.: Thymus fominii Klokov & Des.-Shost., Thymus ziaratinus Klokov & Des.-Shost.): Sie kommt von der nordöstlichen Türkei bis zum nördlichen Iran vor.
- Thymus trautvetteri Klokov & Des.-Shost.: Sie kommt vom südöstlichen Transkaukasien bis zum nördlichen Iran vor.

Subsektion Pseudopiperella Jalas:
- Korsischer Thymian (Thymus herba-barona Loisel.)
- Thymus nitens Lamotte

Subsektion Isolepides:
- Thymus bulgaricus (Domin & Podp.) Ronniger: Sie kommt auf der nördlichen Balkanhalbinsel vor.
- Thymus coriifolius Ronniger (Syn.:Thymus sosnowski Grossh.): Sie kommt in Transkaukasien vor.
- Thymus elisabethae Klokov & Des.-Shost.: Sie kommt im nordwestlichen Kaukasusraum vor.
- Österreichischer Thymian (Thymus odoratissimus Mill., Syn.: Thymus glabrescens Willd.)
- Thymus karamarianicus Klokov & Des.-Shost.: Sie kommt im östlichen Transkaukasien vor.
- Thymus lavrenkoanus Klokov: Sie kommt im südwestlichen Sibirien vor.
- Thymus longedentatus (Degen & Urum.) Ronniger
- Thymus markhotensis Maleev: Sie kommt im westlichen Transkaukasien vor.
- Steppen-Thymian oder Pannonischer Thymian (Thymus pannonicus All.; wird aber auch als Unterart subsp. pannonicus (All.) Kerguélen zu Thymus pulegioides gestellt)
- Thymus przewalskii (Kom.) Nakai (Syn.: Thymus chankoanus Klokov; wird auch als Varietät var. przewalskii (Kom.) Ronniger zu Thymus quinquecostatus Čelak. gestellt.)
- Thymus sibthorpii Benth.
- Thymus tiflisiensis Klokov & Des.-Shost. (Syn.: Thymus klokovii (Ronniger) Des.-Shost.): Sie kommt im östlichen Transkaukasien vor.
- Thymus turczaninovii Serg.: Sie kommt vom südlichen Sibirien bis zur Inneren Mongolei vor.

Subsektion Alternantes:

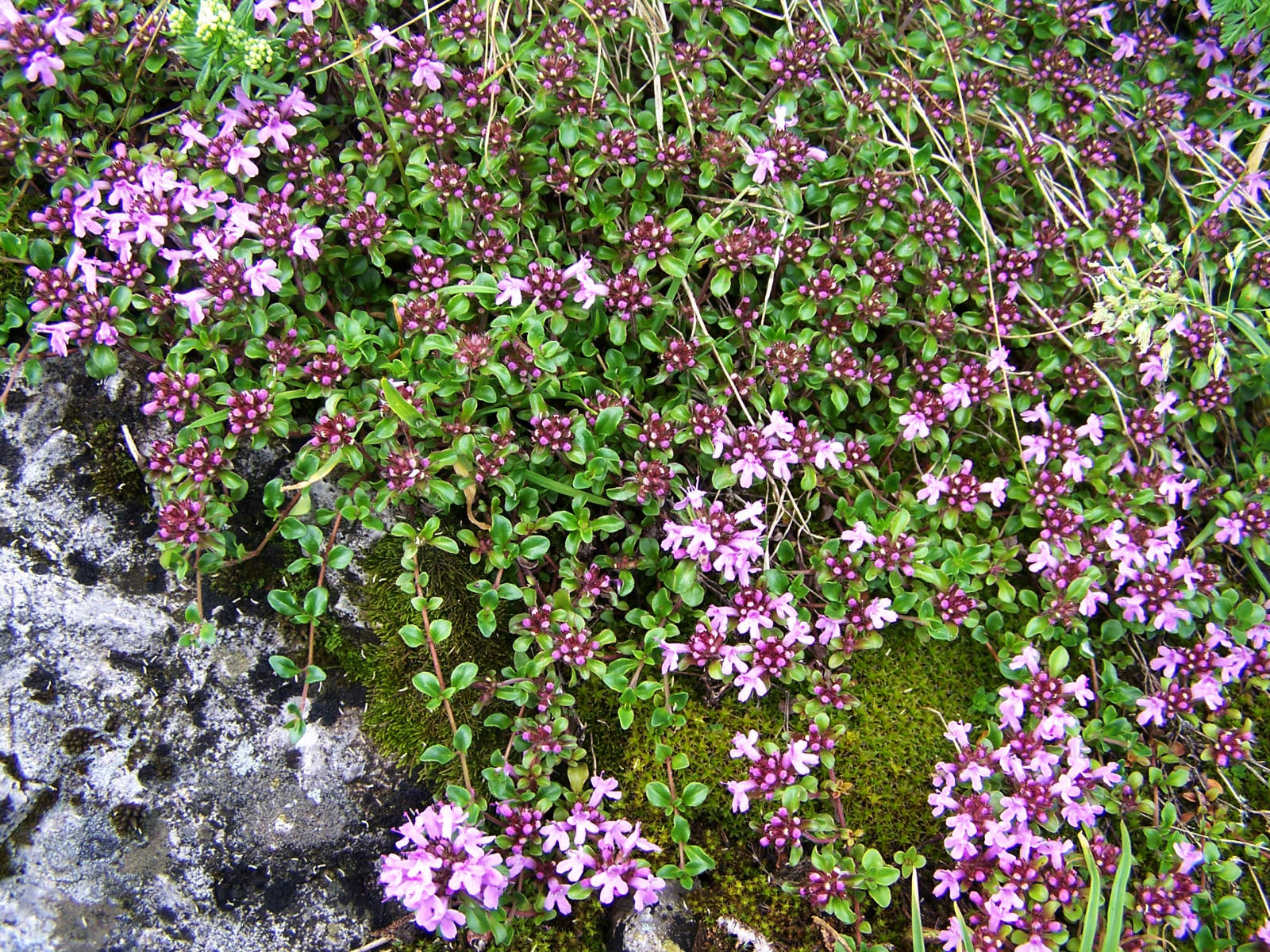
Sektion Serpyllum: Thymus alpestris

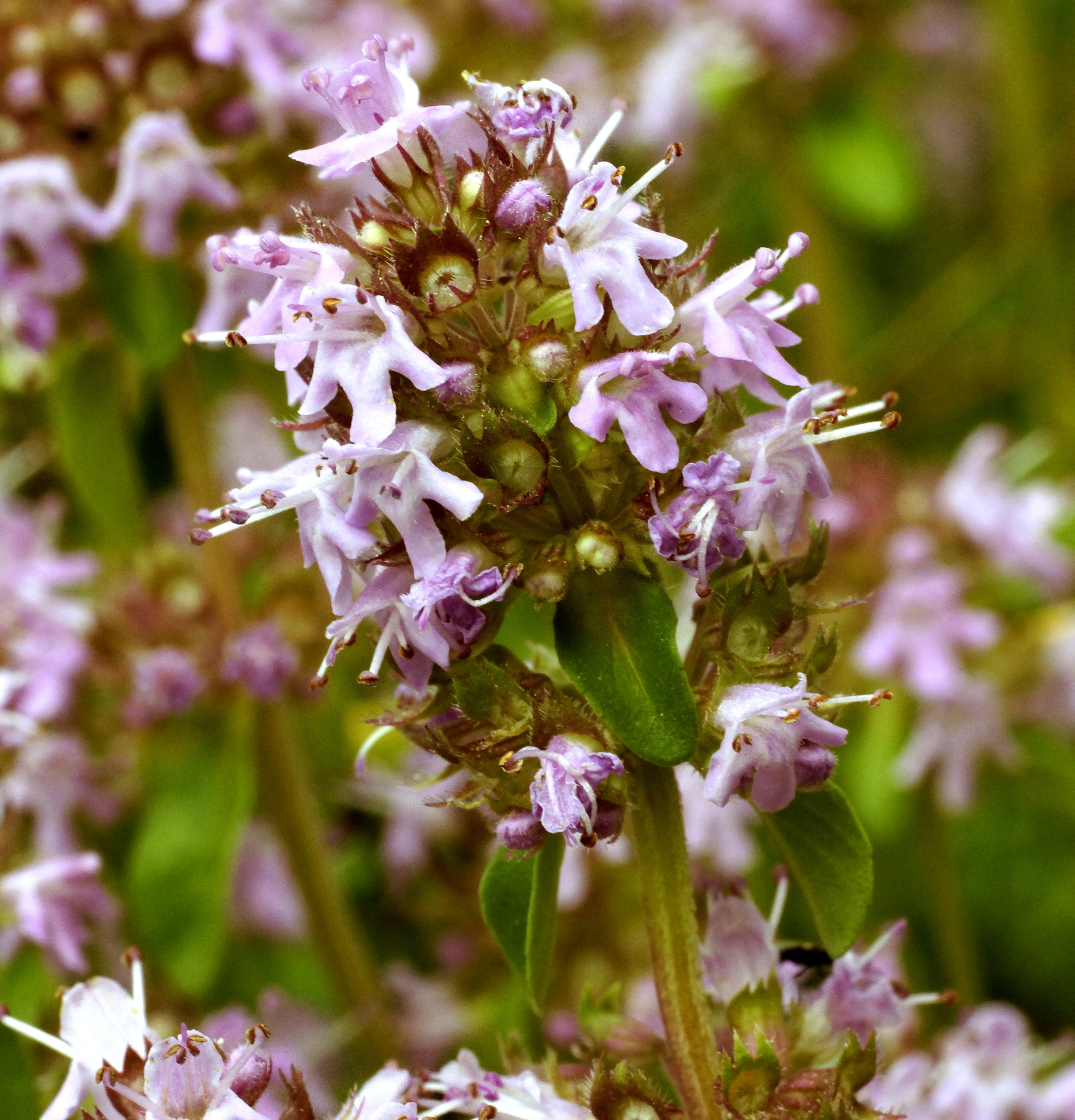
Sektion Serpyllum: Breitblättriger Thymian (Thymus pulegioides)

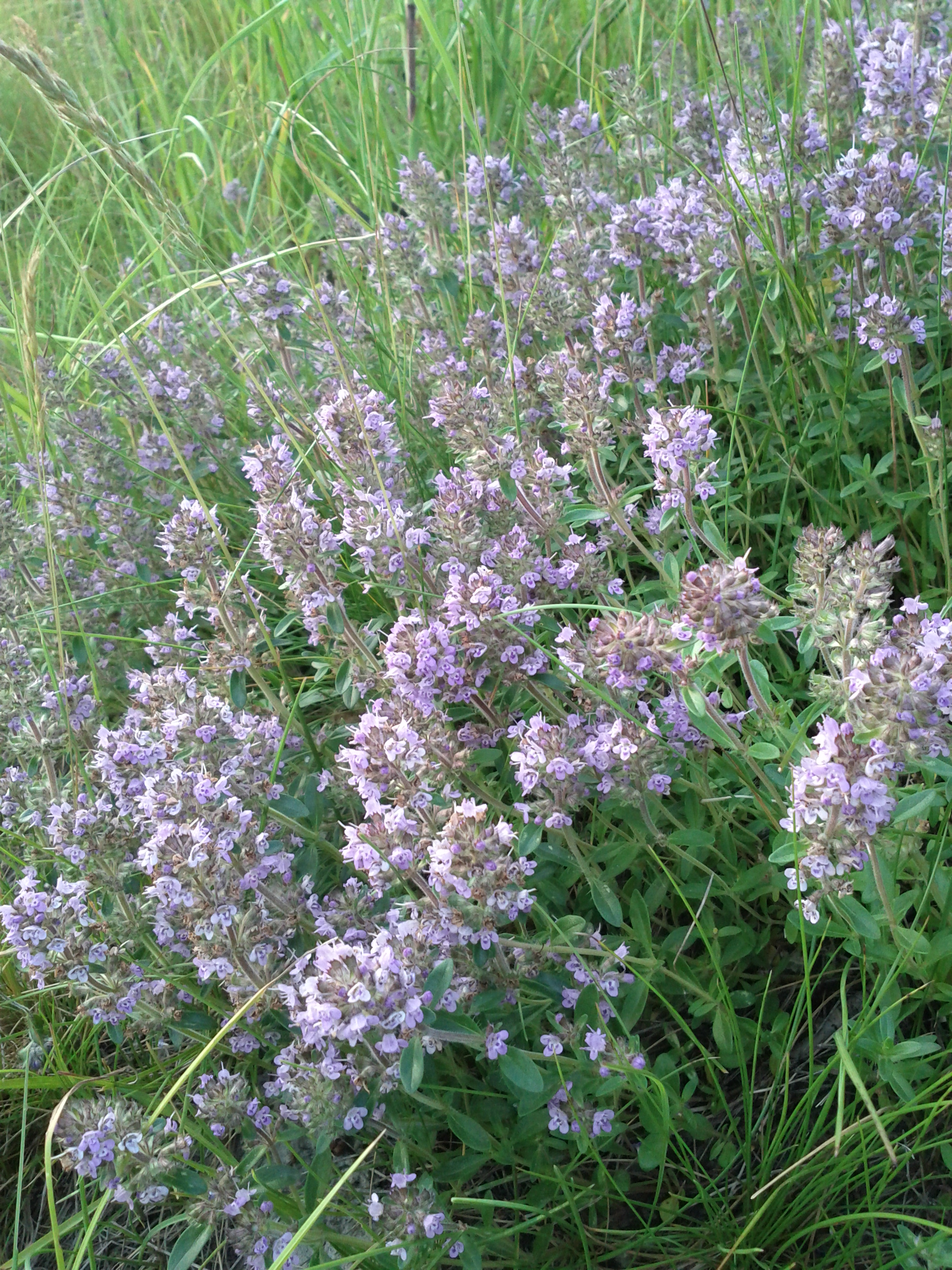
Sektion Serpyllum: Thymus pulegioides subsp. pannonicus

- Thymus alpestris (Čelak.) Tausch ex A.Kern.: Sie kommt in den Ostalpen und in den Karpaten vor.
- Thymus bihoriensis Jalas: Sie kommt in den östlichen und südlichen Karpaten vor.
- Thymus comosus Heuff. ex Griseb. & Schenk
- Thymus disjunctus Klokov: Sie kommt vom nordöstlichen China bis Russlands Fernen Osten vor.
- Thymus komarovii Serg. (Syn.: Thymus semiglaber Klokov): Sie kommt von der Mongolei bis Russlands Fernen Osten vor.
- Thymus nummularius M.Bieb. (Syn.: Thymus buschianus Klokov & Des.-Shost., Thymus pseudonummularius Klokov & Des.-Shost.; Thymus pseudopulegioides Klokov & Des.-Shost.): Sie kommt von der Türkei bis zum nördlichen Iran vor.
- Thymus oehmianus Ronniger & Soska: Dieser Endemit kommt nur im Norden von Nordmazedonien vor.
- Thymus pulchellus C.A.Mey.: Sie kommt im Kaukasusraum vor.
- Breitblättriger Thymian (Thymus pulegioides L.); mit mehreren Unterarten, darunter:
  - Steppen-Thymian (Thymus pulegioides subsp. pannonicus (All.) Kerguélen, Syn.: Thymus froelichianus Opiz)

- Thymus roegneri K.Koch (Syn.: Thymus alternans Klokov): Dieser Endemit kommt nur auf der südlichen Krim vor.

Subsektion Pseudomarginati (Heinr.Braun ex Borbás) Jalas:
- Thymus linearis Benth.: Sie kommt vom nördlichen Iran bis zum Himalaja und dem nordwestlichen China vor.
- Dalmatiner-Thymian oder Langstängel-Thymian (Thymus longicaulis C.Presl): Sie kommt in zwei Unterarten vom südlichen Mitteleuropa und Südosteuropa bis zur Türkei vor.
- Thymus nervosus J.Gay ex Willk.: Sie kommt von den Pyrenäen bis ins nördliche Spanien und auf dem Mont Ventoux in Frankreich vor.
- Thymus ocheus Heldr. & Sart. ex Boiss. (wird auch als Unterart subsp. chaubardii (Rchb.f.) Jalas zu Thymus longicaulis gestellt)
- Frühblühender Thymian oder Kriech-Thymian (Thymus praecox Opiz): Es gibt etwa acht Unterarten, darunter:
  - Thymus praecox subsp. caucasicus (Willd. ex Ronniger) Jalas (Syn.: Thymus caucasicus Willd. ex Ronniger): Sie kommt von der südöstlichen Türkei bis zum Kaukasusraum vor.
  - Langhaariger Thymian oder Alpen-Thymian (Thymus praecox subsp. polytrichus (A.Kern. ex Borbás) Jalas)

- Thymus pulcherrimus Schur
- Thymus stojanovii Degen
- Thrakischer Thymian oder Langzahn-Thymian (Thymus thracicus Velen.)

Subsektion Serpyllum:
- Thymus alatauensis (Klokov & Des.-Shost.) Klokov: Sie kommt vom südwestlichen Sibirien bis zum nordöstlichen Kasachstan vor.
- Thymus altaicus Klokov & Des.-Shost.: Sie kommt vom Altai bis zur Mongolei vor.
- Thymus amurensis Klokov: Sie kommt vom Amur bis ins nordöstliche China vor.
- Thymus arsenijevii Klokov: Sie kommt in Russlands Fernen Osten vor.
- Thymus brevipetiolatus Cap (Syn.: Thymus oxyodontus Klokov): Sie kommt im östlichen Sibirien vor.
- Thymus crebrifolius Klokov: Sie kommt in Kasachstan vor.
- Thymus crenulatus Klokov: Sie kommt im südlichen Sibirien vor.
- Thymus curtus Klokov: Sie kommt von Russlands Fernen Osten bis ins nordöstliche China vor.
- Thymus diminutus Klokov: Sie kommt in Zentralasien vor.
- Thymus diversifolius Klokov: Sie kommt in Russlands Fernen Osten vor.
- Thymus eravinensis Serg.: Sie kommt im südlichen Sibirien vor.
- Thymus extremus Klokov: Sie kommt im nördlichen Sibirien vor.
- Thymus iljinii Klokov & Des.-Shost.: Sie kommt in Sibirien vor.
- Thymus japonicus (H.Hara) Kitag. (Syn.: Thymus inaequalis Klokov, Thymus nervulosus Klokov): Sie kommt von Sibirien bis Japan vor.
- Thymus mandschuricus Ronniger: Sie kommt im nordöstlichen China vor.
- Thymus minussinensis Serg.: Sie kommt von Sibirien bis zur Mongolei vor.
- Thymus mongolicus (Ronniger) Ronniger (Syn.:Thymus asiaticus Serg., Thymus irtyschensis Klokov): Sie kommt von Sibirien bis China vor.
- Thymus narymensis Serg.: Sie kommt im Altai vor.
- Thymus ochotensis Klokov (Syn.: Thymus flexilis Klokov, Thymus glacialis Klokov): Sie kommt vom östlichen Sibirien bis Russlands Fernen Osten vor.
- Thymus pavlovii Serg. (Syn.: Thymus bituminosus Klokov, Thymus eubaicalensis Klokov): Sie kommt von Sibirien bis zur Mongolei vor.
- Thymus phyllopodus Klokov: Sie kommt im südlichen Sibirien vor.
- Thymus proximus Serg.: Sie kommt vom Altai bis ins nordwestliche China vor.
- Thymus quinquecostatus Čelak. (inkl. Thymus chankoanus Klokov und meist auch inkl. Thymus przewalskii (Kom.) Nakai): Sie kommt von der Mongolei bis Japan vor.
- Thymus reverdattoanus Serg.: Sie kommt von Sibirien bis Russlands Fernen Osten vor.
- Thymus schischkinii Serg.: Sie kommt im südlichen Sibirien vor.
- Thymus seravshanicus Klokov (Syn.: Thymus aschurbajevii Klokov; Thymus bucharicus Klokov, Thymus cuneatus Klokov): Sie kommt in Zentralasien vor.
- Sand-Thymian (Thymus serpyllum L., Syn.: Thymus laevigatus Vahl)
- Thymus sibiricus (Serg.) Klokov & Des.-Shost. (Syn.: Thymus jenisseensis Iljin; Thymus tonsilis Klokov): Sie kommt von Sibirien bis zur Mongolei vor.
- Thymus sokolovii Klokov: Sie kommt in Russlands Fernen Osten vor.
- Thymus talijevii Klokov & Des.-Shost. (Syn.:Thymus binervulatus Klokov & Des.-Shost.): Sie kommt in zwei Unterarten vom europäischen Russland bis ins westliche Sibirien vor.
- Thymus ussuriensis Klokov: Er kommt in Russlands Fernem Osten und nur in der Region Primorje vor.

Nicht mehr zur Gattung Thymus gehört:
- Thymus punctatus Willd. → Ziziphora clinopodioides Lam.

### Hybriden
Es gibt zahlreiche Hybriden. Hier eine Auswahl:
- Zitronen-Thymian (Thymus ×citriodorus (Pers.) Schreb. = Thymus pulegioides × Thymus vulgaris)
- Thymus ×dimorphus Klokov & Des.-Shost. (= Thymus calcareus × Thymus pulegioides subsp. marschallianus)
- Thymus ×oblongifolius Tausch (Syn.: Thymus × podolicus Klokov & Des.-Shost. = Thymus pulegioides × Thymus serpyllum).
- Thymus ×tschernjaievii Klokov & Des.-Shost. (Syn.: Thymus ×czernjajevii Klokov & Des.-Shost. = Thymus pallasianus × Thymus pulegioides subsp. pannonicus)

## Botanische Geschichte

### Vor Linné
Bereits in Schriften aus dem 1. Jahrhundert werden Thymiane erwähnt. So sprach beispielsweise Pedanios Dioscurides von einer Pflanze namens Thymo. Laut einer Übersetzung aus dem 16. Jahrhundert eines Werkes von Dioscurides ist damit jedoch eine Pflanze der Gattung Satureja gemeint. Auch Plinius der Ältere erwähnte in seiner Naturalis historia eine weiße und eine schwarze Form des Thymians.

### Linnés Gattungskonzepte
Sein Wissen über die Thymiane hat Carl von Linné größtenteils von anderen Autoren übernommen, in seinen Veröffentlichungen wechselt das Konzept der Gattung oft. Im Jahre 1737 beschrieb er in Hortus Cliffortianus sechs Arten, von denen zwei heute nicht zur Gattung, sondern zu Satureja beziehungsweise Acinos gezählt werden. In Hortus Upsaliensis aus dem Jahre 1747 werden nur noch zwei Arten, nämlich Thymus vulgaris und Thymus mastichina erwähnt. Mit der Einführung der binären Nomenklatur in der ersten Auflage des Werkes Species Plantarum beschrieb er hingegen wieder acht Arten und den heutigen Thymus mastichina als Satureja mastichina. Bereits in der zweiten Auflage ist diese Art wieder den Thymianen zugeordnet, dafür ist Thymus pulegioides nicht mehr aufgeführt. Eine weitere Art, Thymus piperella, wurde durch Linné 1767 in der 12. Auflage der Systema Naturae beschrieben.

### Nach Linné
Die erste nach Linné neu beschriebene Art der Gattung ist die 1804 von Felix de Avellar Brotero beschriebene Thymus caespititius. Weitere Arten aus Portugal wurden 1809 von Johann Centurius von Hoffmannsegg und Johann Heinrich Friedrich Link beschrieben. Eine erste Einteilung der Gattung in Sektionen stammt von George Bentham, der 1834 die Sektionen Mastichina, Serpyllum und Pseudothymbra unterteilt.
Weitere Erstbeschreibungen stammen vom Schweizer Botaniker Pierre Edmond Boissier, der vor allem Arten von der Iberischen Halbinsel, aber auch aus dem Norden Afrikas, Griechenlands und der Türkei beschrieb und auch die Sektion Pseudothymbra aufstellte. Eine Unterteilung der Gattung in die fünf Sektionen Mastichina, Zygis, Piperella, Serpyllum und Pseudothymbra stammt aus dem Jahr 1868 von Heinrich Moritz Willkomm und Johan Martin Christian Lange. Weitere Sektionskonzepte stammen von John Isaac Briquet, der die Lippenblütler in Adolf Englers Die Natürlichen Pflanzenfamilien bearbeitete und zwei Sektionen aufstellte, sowie von Josef Velenovský, der 1906 eine Monographie der Gattung veröffentlichte und dort zehn Sektionen anerkannte.
Ein Großteil der Autoren der jüngeren Zeit, die Beiträge zur Erforschung der Gattung geliefert haben, stammt aus Spanien. Jedoch gibt es auch eine bedeutende Zahl von Forschern, die außerhalb Spaniens an der Erforschung der Gattung arbeiten.